# Järnverk
Ett järnverk eller stålverk är en industriell anläggning för järn- och stålproduktion. Ett järnverk använder i dag  järnmalmspellets som utgångsmaterial och omvandlar i det masugnen till flytande råjärn (tackjärn). Därefter förädlas råstålet i stålverket i en LD-konverter till stål. Slutprodukten är göt, handelsstål eller specialstål. Det fanns år 2008 bara två sådana anläggningar i Sverige: Luleå och Oxelösund.
Skrotbaserade stålverk använder skrot som utgångsmaterial och smälter och förädlar det i elektriska ljusbågsugnar. Slutprodukten är göt, handelsstål eller specialstål. 
Järnbruk var en äldre benämning på järnverk som även kunde inkludera samhället där anläggningen var belägen.

## Järnbruk

Vattenhjulsdriven stångjärnshammare.

Under Gustav Vasas regering genomfördes reformationen. Därmed övertog kronan ägande och drift av de tidigare katolskt ägda hyttor och hamrar som producerade järn. Dessa kallades kronobruk. Kronan tog från 1530-talet ledningen vad gäller effektivisering och ökad produktion av järn. Tyska experter och kunniga hantverkare kallades in och förde med sig nya metoder. Från 1530-talet infördes det vattenhjulsdrivna stångjärnssmidet i stället för det hantverksmässiga osmundsmidet. Järnbrukens arbetare lärde sig att tillverka tackjärn i masugn och smida stång i stångjärnshammare för vidare tillverkning av t.ex. kanoner, rustningar, verktyg och spik. Stångjärnet blev från 1500-talet den nya standarden i export av järn.
Vid bruken kunde också tillverkas järnföremål. Dessa järnbruk kallades manufakturverk. Järnmanufakturen indelades i två grupper, svartsmide och finsmide. Svartsmide var en grövre form av smide vars produkter hade kvar en svart yta. De producerade halvfabrikat som knippjärn, spik, plåt, järn- och ståltråd. Hammaren uppkallades efter typen av produkter som tillverkades: hammarsmedja, stångjärnshammare, knippsmedja och spiksmedja. Ett bruk kunde ha flera olika hammare. Den smed som arbetade där kallades hammarsmed. 
Från 1620-talet drog sig staten ur den direkta produktionen vid järnbruken, men tillsatte en myndighet som kallades Bergskollegium. Kollegiet stiftade lagar och genomförde tillsyn att lagarna följdes. Här gällde det skogsransonering, produktionens fördelning och kvalitetskontroll. Detta möjliggjorde en fortsatt effektiv produktion av tackjärn och stångjärn. Denna organisation kom att bestå i 200 år.
De enskilda järnbrukens produktion reglerades av det privilegiebrev som de erhållit, och varierade därför mycket, och berodde bland annat på tillgången på skog till kolning och strömt vatten. Det var inte ovanligt att järnbruken med hammare låg på annan ort än järnbruken med masugn som tillverkade deras tackjärn. Till skillnad från bergsmännen i bergsbruken var järnbrukens ägare mera av godsägare, och kallades brukspatroner eller bruksherrar. Vid järnbruken växte brukssamhällen upp, allt eftersom bruken behövde arbetskraft. Bruken som industri- och ägandeform ersattes med tiden av bolag.

## Från järnbruk till järnverk och götstålverk

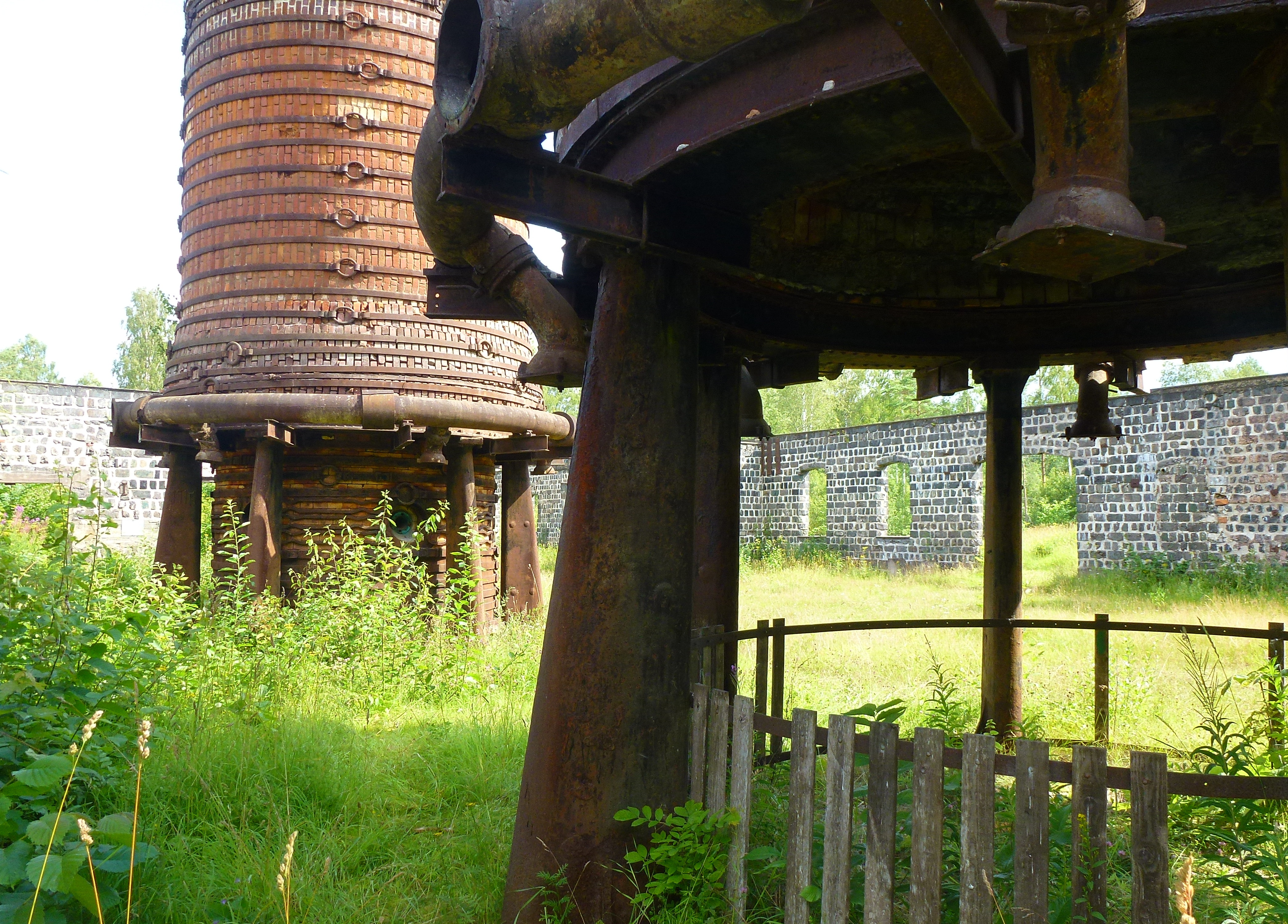
Hög slank masugn i tegel med järnband.

Fram till 1850 startade i genomsnitt fler järnbruk än som avvecklades. Därefter startar en period med nedläggning av små, ålderdomliga och ineffektiva bruk. Nya tekniker, maskiner och metoder infördes. Järnbruken blev större och färre. Under den här perioden övergick man från låga, breda och tunga stenmasugnar till högre och slankare tegelmasugnar ombundna med järnband. Masugnarna utrustades med värmeåtervinning (värmeapparat för att få förvärmd luft till förbränningen) och fick så småningom slutet system och därmed försvann den evigt brinnande facklan från masugnens topp. Det gamla tysksmidet övergavs till förmån för det effektivare lancashiresmidet, vilket i sin tur fick ge vika för götstålsprocesserna. Stångjärnssmidet övergavs och i stället startades valsverk, i början vattenhjulsdrivna men senare drivna med elektricitet.

## Malmbaserade och skrotbaserade stålverk
Götstålsprocesserna skapade möjligheter för massproduktion av billigt stål. Dessa metoder framställer stål direkt ur flytande tackjärn (råjärn) genom att blåsa in luft. Bessemermetoden går ut på färskning i konverter. Thomasmetoden är en förbättrad metod som passar för sämre malmer än de i Sverige vanliga. Efter färskningen får stålet svalna i form av kokiller (göt) som sedan kan valsas i valsverk. 
I och med att man kunde få järn i retur (skrot) infördes martinmetoden som effektiviserade produktionen betydligt. Med denna metod producerades högkolhaltiga, olegerade och låglegerade stål som hade god utmattningshållfasthet som var lämpliga för kallbearbetning till tunna band och klen tråd. Sverige blev då marknadsledande med råvaran till kullager, sågklingor, rakblad, bladfjädrar och skruvfjädrar. Successivt övergick man från träkolseldning till kokseldning i masugnarna. 

## Ett stålverks olika anläggningar

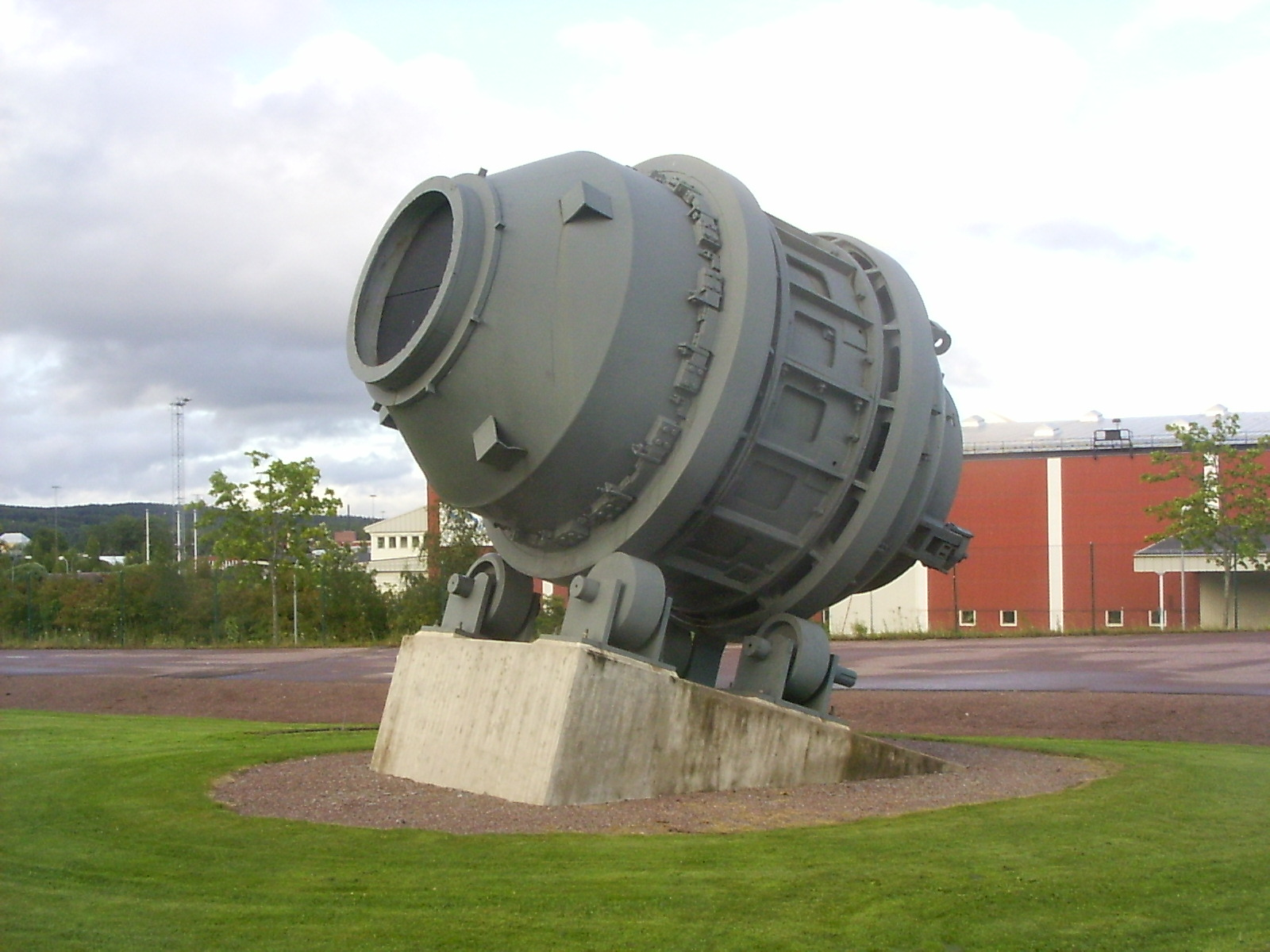
Kaldokonverter utanför Domnarvets Jernverk i Borlänge.

Ett typiskt stålverk i dag för malmbaserad järntillverkning har ett järnverk med en masugn (hytta) för att reducera järnmalmen till råjärn (tackjärn). Ursprungsråvaran är kulsinter som levereras från ett pelletsverk vid järnmalmsgruvan. Ett koksverk finns även, där koks framställs av stenkol. Koksen används i masugnen både som alstring av värme och som reduceringsmedel.
Råjärnet transporteras från masugnen till stålverket i en cigarrformad järnvägsvagn som kallas torpedo. I stålverket finns det ugnar för raffinering (färskning) av råjärnet till råstål. Under 1900-talet utvecklades och provades ugnar av olika typer, t.ex. syrgasprocessens OBM-konverter och Kaldo-konvertern. Den metod som blev kvar och fortfarande används är syrgasprocessens LD-konverter.
Ett elektrostålverk är ett stålverk för skrotbaserad ståltillverkning. Här är råvaran inte är malm utan skrot och då används ljusbågsugnar eller induktionsugnar. Stålet som tillverkas med denna metod kallas elektrostål.
Råstålet tappas därefter i en skänk, dvs. en behållare infodrad med eldfast tegel. Stålet kan nu efterbehandlas genom vakuumbehandling och legeringstillsatser tillsättas i stålverket. Från skänken kan stålet gjutas ut på två olika sätt. Den äldre metoden kallas götgjutning och då tappas stålet ur botten på skänken ner i gjutformar av gjutjärn, s.k. kokiller. Det gjutna ämnet kallas då för göt. Den nyare metoden kallas stränggjutning och innebär att stålet gjuts ut till färdiga ämnen i form av slabs, blooms eller billets i en kontinuerlig sträng som kapas upp i olika längder. 
I valsverket förändras ämnenas form, men även deras slutliga egenskaper (ex. i form av ytbeläggningar). Det kan finnas både varmvalsverk och kallvalsverk. Valsverken kan också indelas efter vilka slutprodukterna är, t.ex. trådvalsverk, rördrageri etc. I gjuteriet gjuter man komplicerade former som inte går att åstadkomma genom valsning.
Grövre produkter som inte går att valsa smides ofta, vilket sker i järnverkets smedja med hydraulisk press. Verkstäderna sörjer för underhåll och reparationer av maskiner och utrustning. Järnverkets laboratorium gör olika prov och analyser av de tillverkade produkterna för att kunna finna möjligheter att förbättra deras egenskaper, och försöker därmed även utveckla järnverkets processer.

## Stålverk i Sverige
Malmbaserade stålverk har masugnar som framställer järn. I Sverige finns 2008 tre masugnar: en i Luleå (SSAB) och två i Oxelösund (SSAB Oxelösund). Råjärnet förädlas vidare till stål i syrgaskonvertrar (LD-konvertrar). 
Skrotbaserade stålverk  framställer stål genom att smälta skrot i elektriska ljusbågsugnar. Dessa stålverk fanns 2008 (alla i Bergslagen): Sandviken, Söderfors, Hofors, Smedjebacken, Avesta, Degerfors, Hagfors, Björneborg och Hallstahammar.

### Fotnoter
1. ↑  ”Jernkontorets ordlista”. Jernkontoret. http://www.jernkontoret.se/sv/om-oss/biblioteket/ordlista/ordlista-a/. Läst 15 januari 2018.
2. ↑  Uggla, Jan (1 januari 2000). ”Malmbaserad processmetallurgi”. Järn- och stålframställning, utbildningspaket del 2. Jernkontoret. Arkiverad från originalet den 11 oktober 2016. https://web.archive.org/web/20161011164017/http://www.jernkontoret.se/globalassets/publicerat/handbocker/utbildningspaket/jarn-och-stalframstallning_del2.pdf. Läst 12 januari 2018.
3. 1 2 3 4 5 6  af Geijerstam, Jan (1996). Bergsbruk – gruvor och metallframställning. Stockholm: Jernkontorets bergshistoriska utskott. ISBN 978-91-87760-58-7
4. ↑  Uggla, Jan (1 januari 2000). ”Skrotbaserad processmetallurgi”. Järn- och stålframställning, utbildningspaket del 3. Jernkontoret. http://www.jernkontoret.se/globalassets/publicerat/handbocker/utbildningspaket/jarn-och-stalframstallning_del3.pdf. Läst 12 januari 2018.
5. ↑  ”NE Uppslagsverket”. NE. https://www.ne.se/uppslagsverk/. Läst 15 januari 2018.